# مونته‌فالکونه دی وال فورتوره
مونته‌فالکونه دی وال فورتوره (به ایتالیایی: Montefalcone di Val Fortore) یک کومونه در ایتالیا است که در استان بنونتو واقع شده‌است. مونته‌فالکونه دی وال فورتوره ۴۱٫۸ کیلومترمربع مساحت و ۱٬۷۶۶ نفر جمعیت دارد و ۸۱۷ متر بالاتر از سطح دریا واقع شده.